# Emlembe
Le mont Emlembe est le point culminant de l'Eswatini avec une altitude de 1 862 m. Il est situé au nord-ouest du pays, sur la frontière avec l'Afrique du Sud et dans la partie orientale du massif montagneux du Drakensberg (uKhahlamba en zoulou).
Le toponyme serait dérivé de bulembu qui signifie « toile d'araignée » en langue locale siSwati.
Bulembu est également le nom de l'une des localités les plus proches. Une mine de chrysotile longtemps prospère, Havelock Asbestos Mine, y était exploitée jusqu'en 2001.